# Tuensang (Distrikt)
Tuensang ist ein Distrikt im Ostes des nordostindischen Bundesstaates Nagaland.
Die Fläche beträgt 2536 km². Sitz der Verwaltung ist die gleichnamige Stadt Tuensang.

## Bevölkerung
Nach der Volkszählung 2011 hat der Distrikt Tuensang 196.596 Einwohner. Bei 78 Einwohnern pro Quadratkilometer ist der Distrikt eher wenig besiedelt. Der Distrikt ist überwiegend ländlich geprägt. Von den 196.596 Bewohnern wohnen 159.822 Personen auf dem Land (81,29 %) und 36.774 Menschen in städtischen Gemeinden.
Der Distrikt Tuensang gehört zu den Gebieten Indiens, die mehrheitlich von Angehörigen der „Stammesbevölkerung“ (scheduled tribes) besiedelt sind. Zu ihnen gehörten (2011) 190.916 Personen (97,11 Prozent der Distriktsbevölkerung). Es gibt keinen einzigen Dalit (scheduled castes) im Distrikt.
Die Bevölkerung besteht fast ganz aus Leuten, die im Distrikt geboren wurden. Von den Bewohnern sind 191.965 Personen (97,64 Prozent der Bewohner) im Distrikt geboren. Insgesamt 1.906 Personen wurden in anderen indischen Bundesstaaten geboren (darunter 765 Personen in Assam, 405 Personen in Bihar und 194 Personen in Uttar Pradesh). Von den 296 im Ausland geborenen Personen sind 572 aus Nepal.

### Bevölkerungsentwicklung
Wie überall in Indien wächst die Einwohnerzahl im Distrikt Tuensang seit Jahrzehnten stark an. Die Zunahme betrug in den Jahren 2001–2011 nur 5,7 Prozent. In diesen zehn Jahren nahm die Bevölkerung um über 10.000 Menschen zu. Ab 1950 setzte eine starke Zuwanderung in das damals dünn besiedelte Gebiet ein. Dies führte zu einem Bevölkerungswachstum von 2699 % in nur 60 Jahren. Die Entwicklung verdeutlicht folgende Tabelle:

### Bedeutende Orte
Im Distrikt gibt es mit dem Distrikthauptort Tuensang (36.774 Einwohner) nur einen einzigen Ort mit mehr als 10000 Einwohnern.

### Bevölkerung des Distrikts nach Geschlecht
Der Distrikt hatte – für Indien üblich – stets deutlich mehr männliche als weibliche Einwohner. Wegen der starken Zuwanderung lag er bis in die jüngste Zeit allerdings weit über dem indischen Durchschnitt. Bei den jüngsten Bewohnern (unter 7 Jahren) liegen die Anteile bei 51,74 % männlichen zu 48,26 % weiblichen Geschlechts.
| Verteilung der Bevölkerung nach Geschlecht im Distrikt Tuensang |                   |                   |                   |                   |                   |                   |                   |                   |                   |                   |                   |                   |
|                                                                 | Volkszählung 1961 | Volkszählung 1961 | Volkszählung 1971 | Volkszählung 1971 | Volkszählung 1981 | Volkszählung 1981 | Volkszählung 1991 | Volkszählung 1991 | Volkszählung 2001 | Volkszählung 2001 | Volkszählung 2011 | Volkszählung 2011 |
| Anzahl                                                          | Anteil            | Anzahl            | Anteil            | Anzahl            | Anteil            | Anzahl            | Anteil            | Anzahl            | Anteil            | Anzahl            | Anteil            |                   |
| GESAMT                                                          | 44.172            | 100 %             | 58.078            | 100 %             | 82.114            | 100 %             | 113.041           | 100 %             | 186.003           | 100 %             | 196.596           | 100 %             |
| Männer                                                          | 22.737            | 51,47 %           | 30.882            | 53,17 %           | 43.494            | 52,97 %           | 59.805            | 52,91 %           | 97.879            | 52,62 %           | 101.933           | 51,85 %           |
| Frauen                                                          | 21.435            | 48,53 %           | 27.196            | 46,83 %           | 38.620            | 47,03 %           | 53.236            | 47,09 %           | 88.124            | 47,38 %           | 94.663            | 48,15 %           |

### Bevölkerung des Distrikts nach Sprachen
Die Bevölkerung des Distrikts Tuensang ist sprachlich sehr gemischt. Die vier Hauptsprachen Chang, Khiemnungan, Yimchungre und Sangtam vereinen fast 95 Prozent der Bevölkerung.
Chang ist Hauptsprache oder eine der bedeutenden Sprachen in den Circles Chingmei (3.532 Personen; 91,36 Prozent der Bewohner), Ngoungchung (6.041 Personen; 98,85 Prozent der Bewohner), Noksen (14.044 Personen; 99,03 Prozent der Bewohner), Sangsangnyu (6.580 Personen; 99,26 Prozent der Bewohner), Sotokur (3.173 Personen; 29,63 Prozent der Bewohner) und Tuensang Sadar (26.374 Personen; 55,08 Prozent der Bewohner).
Khiemnungan ist Hauptsprache oder eine der bedeutenden Sprachen in den Circles Nokhu (6.275 Personen; 99,75 Prozent der Bewohner), Noklak (19.067 Personen; 97,74 Prozent der Bewohner), Panso (10.983 Personen; 99,52 Prozent der Bewohner), Thonoknyu (17.376 Personen; 93,42 Prozent der Bewohner) und Tuensang Sadar (4.181 Personen; 8,73 Prozent der Bewohner).
Yimchungre ist Hauptsprache oder eine der bedeutenden Sprachen in den Circles Chessore (5.391 Personen; 99,14 Prozent der Bewohner), Chingmei (261 Personen; 6,75 Prozent der Bewohner), Mangko (3.017 Personen; 99,77 Prozent der Bewohner), Shamator (11.509 Personen; 90,44 Prozent der Bewohner), Sotokur (7.471 Personen; 69,78 Prozent der Bewohner), Tuensang Sadar (7.270 Personen; 15,18 Prozent der Bewohner) und Tsurungto (849 Personen; 39,82 Prozent der Bewohner).
Sangtam ist Hauptsprache oder eine der bedeutenden Sprachen in den Circles Chare (10.765 Personen; 96,50 Prozent der Bewohner), Longkhim (17.001 Personen; 98,24 Prozent der Bewohner) und Tuensang Sadar (4.491 Personen; 9,38 Prozent der Bewohner). Die weitverbreitetsten Sprachen zeigt die folgende Tabelle:
| Jahr                                   | Chang  | Chang | Khiemnungan | Khiemnungan | Yimchungre | Yimchungre | Sangtam | Sangtam | Tikhir | Tikhir | Ao    | Ao   | Bengali | Bengali | Hindi | Hindi | Nepali | Nepali | Gesamt  | Gesamt   |
| Jahr                                   | Zahl   | %     | Zahl        | %           | Zahl       | %          | Zahl    | %       | Zahl   | %      | Zahl  | %    | Zahl    | %       | Zahl  | %     | Zahl   | %      | Zahl    | %        |
| -------------------------------------- | ------ | ----- | ----------- | ----------- | ---------- | ---------- | ------- | ------- | ------ | ------ | ----- | ---- | ------- | ------- | ----- | ----- | ------ | ------ | ------- | -------- |
| 2011                                   | 59.979 | 30,51 | 58.018      | 29,51       | 35.968     | 18,30      | 32.392  | 16,48   | 2.493  | 1,27   | 1.381 | 0,70 | 821     | 0,42    | 635   | 0,32  | 481    | 0,24   | 196.596 | 100,00 % |
| Quelle: Ergebnis der Volkszählung 2011 |        |       |             |             |            |            |         |         |        |        |       |      |         |         |       |       |        |        |         |          |

### Bevölkerung des Distrikts nach Bekenntnissen
Die tibetoburmanischen Bewohner sind in den letzten 100 Jahren fast gänzlich zum Christentum übergetreten. Die bedeutendsten Gemeinschaften innerhalb des Christentums sind die Presbyterianer (Reformierte), Baptisten und Katholiken. Die Hindus und Muslime bilden kleine religiöse Minderheiten und sind hauptsächlich Zugewanderte aus anderen Regionen Indiens und aus Bangladesch. Die genaue religiöse Zusammensetzung der Bevölkerung zeigt folgende Tabelle:
| Jahr                                   | Buddhisten | Buddhisten | Christen | Christen | Hindus | Hindus | Jainas | Jainas | Muslime | Muslime | Sikhs | Sikhs | Andere | Andere | keine Angaben | keine Angaben | Gesamt  | Gesamt   |
| Jahr                                   | Zahl       | %          | Zahl     | %        | Zahl   | %      | Zahl   | %      | Zahl    | %       | Zahl  | %     | Zahl   | %      | Zahl          | %             | Zahl    | %        |
| -------------------------------------- | ---------- | ---------- | -------- | -------- | ------ | ------ | ------ | ------ | ------- | ------- | ----- | ----- | ------ | ------ | ------------- | ------------- | ------- | -------- |
| 2011                                   | 572        | 0,29       | 191.864  | 97,59    | 2.979  | 1,52   | 5      | 0,00   | 1.052   | 0,54    | 27    | 0,01  | 1      | 0,00   | 96            | 0,05          | 196.596 | 100,00 % |
| Quelle: Ergebnis der Volkszählung 2011 |            |            |          |          |        |        |        |        |         |         |       |       |        |        |               |               |         |          |

## Bildung
Dank bedeutender Anstrengungen ist die Alphabetisierung in den letzten Jahrzehnten stark gestiegen. Dennoch ist die Alphabetisierung im Vergleich zu den anderen Distrikten des Bundesstaats Nagaland tief. Im städtischen Bereich können immerhin 92 Prozent der Personen lesen und schreiben. Auf dem Land dagegen können nur rund 69 Prozent lesen und schreiben. Typisch für indische Verhältnisse sind die starken Unterschiede zwischen den Geschlechtern und der Stadt-/Landbevölkerung.
| Alphabetisierung im Distrikt Tuensang  |                   |                   |
| Einheit                                | Volkszählung 2011 | Volkszählung 2011 |
| Einheit                                | Anzahl            | Anteil            |
| GESAMT                                 | 117.511           | 73,08 %           |
| Männer                                 | 63.653            | 76,31 %           |
| Frauen                                 | 53.858            | 69,59 %           |
| STADT GESAMT                           | 28.559            | 91,99 %           |
| Stadt-Männer                           | 15.540            | 93,89 %           |
| Stadt-Frauen                           | 13.019            | 89,82 %           |
| LAND GESAMT                            | 88.952            | 68,55 %           |
| Land-Männer                            | 48.113            | 71,95 %           |
| Land-Frauen                            | 40.839            | 64,93 %           |
| Quelle: Ergebnis der Volkszählung 2011 |                   |                   |

## Verwaltungsgliederung
Der Distrikt war bei der letzten Volkszählung 2011 in 16 Circles (Kreise) aufgeteilt.
| Bevölkerung in den Circles |        |         |          |          |          |          |          |          |        |         |             |             |        |         |        |         |
|                            | Chare  | Chare   | Chessore | Chessore | Chingmei | Chingmei | Longkhim | Longkhim | Mangko | Mangko  | Ngoungchung | Ngoungchung | Nokhu  | Nokhu   | Noklak | Noklak  |
| Anzahl                     | Anteil | Anzahl  | Anteil   | Anzahl   | Anteil   | Anzahl   | Anteil   | Anzahl   | Anteil | Anzahl  | Anteil      | Anzahl      | Anteil | Anzahl  | Anteil |         |
| GESAMT                     | 11.156 | 100 %   | 5.438    | 100 %    | 3.866    | 100 %    | 17.306   | 100 %    | 3.024  | 100 %   | 6.111       | 100 %       | 6.291  | 100 %   | 19.507 | 100 %   |
| Männer                     | 5.767  | 51,69 % | 2.815    | 51,77 %  | 1.988    | 51,42 %  | 8.903    | 51,44 %  | 1.496  | 49,47 % | 3.200       | 52,36 %     | 3.319  | 52,76 % | 10.066 | 51,60 % |
| Frauen                     | 5.389  | 48,31 % | 2.623    | 48,23 %  | 1.878    | 48,58 %  | 8.403    | 48,56 %  | 1.528  | 50,53 % | 2.911       | 47,64 %     | 2.972  | 47,24 % | 9.441  | 48,40 % |
| Stadt                      | 0      | 0 %     | 0        | 0 %      | 0        | 0 %      | 0        | 0 %      | 0      | 0 %     | 0           | 0 %         | 0      | 0 %     | 0      | 0 %     |
| Land                       | 11.156 | 100 %   | 5.438    | 100 %    | 3.866    | 100 %    | 17.306   | 100 %    | 3.024  | 100 %   | 6.111       | 100 %       | 6.291  | 100 %   | 19.507 | 100 %   |

| Bevölkerung in den Circles |        |         |        |         |             |             |          |          |         |         |           |           |           |           |                |                |
|                            | Noksen | Noksen  | Panso  | Panso   | Sangsangnyu | Sangsangnyu | Shamator | Shamator | Sotokur | Sotokur | Thonoknyu | Thonoknyu | Tsurungto | Tsurungto | Tuensang Sadar | Tuensang Sadar |
| Anzahl                     | Anteil | Anzahl  | Anteil | Anzahl  | Anteil      | Anzahl      | Anteil   | Anzahl   | Anteil  | Anzahl  | Anteil    | Anzahl    | Anteil    | Anzahl    | Anteil         |                |
| GESAMT                     | 14.182 | 100 %   | 11.036 | 100 %   | 6.629       | 100 %       | 12.726   | 100 %    | 10.707  | 100 %   | 18.600    | 100 %     | 2.132     | 100 %     | 47.885         | 100 %          |
| Männer                     | 7.436  | 52,43 % | 5.687  | 51,53 % | 3.429       | 51,73 %     | 6.403    | 50,31 %  | 5.423   | 50,64 % | 9.783     | 52,60 %   | 998       | 46,81 %   | 25.220         | 52,67 %        |
| Frauen                     | 6.746  | 47,57 % | 5.349  | 48,47 % | 3.200       | 48,27 %     | 6.323    | 49,69 %  | 5.284   | 49,36 % | 8.817     | 47,40 %   | 1.134     | 53,19 %   | 22.665         | 47,33 %        |
| Stadt                      | 0      | 0 %     | 0      | 0 %     | 0           | 0 %         | 0        | 0 %      | 0       | 0 %     | 0         | 0 %       | 0         | 0 %       | 36.774         | 76,80 %        |
| Land                       | 14.182 | 100 %   | 11.036 | 100 %   | 6.629       | 100 %       | 12.726   | 100 %    | 10.707  | 100 %   | 18.600    | 100 %     | 2.132     | 100 %     | 11.111         | 23,20 %        |